# Фабріціо Меоні
Фабрі́ціо Мео́ні (італ. Fabrizio Meoni; 31 грудня 1957, Кастільйон-Фьорентіно — 11 січня 2005, Кіффа, Мавританія) — італійський мотогонщик, помер під час ралі Париж-Дакар.
Фабріціо Меоні народився в маленькому італійському містечку Кастільйон-Фьорентіно, і, як багато італійських хлопчаків того часу, мріяв про кар'єру мотогонщика. Згодом він втілив свою мрію та став членом заводської команди KTM.
Здобував численні мото-трофеї та перемагав на мото-ралі. Найгучніші успіхи — дві перемоги на Ралі Дакар в 2001 і 2002 роках.
Фабріціо помер від серцевого нападу після аварії, яка сталася 11 січня 2005 року на 11-му етапі ралі Париж-Дакар. В знак трагедії, мотогонщики не вийшли на трасу на наступний день, і 12-й етап ралі було скасовано для всіх мотоциклів на честь Меоні.